# تعقيم بالبخار
التعقيم بالبخار (ملاحظة 1) هي وسيلة لمكافحة الآفات التي تملأ المكان عن طريق محاربتها بالمبيدات الغازية والأبخرة السامة، وتُستخدم في المباني، والأراضي، والمحاصيل، وعند تبادل السلع، الذي من شأنها أن يقتل جميع الآفات مثل النمل الأبيض. وفي الكيمياء هناك العديد من المركبات التي تعتبر من المعقمات البخارية، مثل سيانيد الهيدروجين و3،1-ثنائي كلورو البروبين.
يستهدف التبخير الهيكلي الآفات داخل المباني (عادةً المساكن)، بما في ذلك الآفات التي تسكن الهيكل نفسه، مثل النمل الأبيض ونمل الخشب الجاف. أما تبخير السلع، فيُجرى أيضًا داخل هيكل مادي، مثل وحدات التخزين، ولكنهُ يهدف إلى منع الآفات من إصابة السلع المادية، وعادةً ما تكون المنتجات الغذائية، عن طريق قتل الآفات داخل الحاوية التي ستأويها.
تستمر كل عملية تبخير لفترة محددة. وذلك لأنه بعد رش المبيدات الحشرية، أو مواد التبخير، يتم القضاء على الآفات المحيطة فقط.

## هوامش
- ملاحظة 1 المرادفات: التعقيم بالبخار [1] أو الاستدخان[2][3]